# Charles Dickens
Charles John Huffam Dickens (engelskt uttal: [ˈtʃɑrlz ˈdɪkɪnz]), född 7 februari 1812 i Portsmouth i Hampshire, död 9 juni 1870 på Gad's Hill Place i Higham nära Rochester i Kent, var en brittisk författare och som sådan ansedd som en av de största engelskspråkiga och den mest framträdande romanförfattaren under den viktorianska eran.
Redan under sin livstid rönte Dickens författarkonst stor popularitet över hela världen och han prisades för sitt rika berättande och minnesvärda romanfigurer. Dickens skrev huvudsakligen följetongsromaner, en vid tiden vanlig form för skönlitteratur, vilka snart skulle bli ett stort antal kända och klassiska verk. Ett mått på Dickens popularitet är att ingen av hans romaner eller noveller någonsin har slutat tryckas i nya upplagor på originalspråket engelska.

## Biografi

### Tidiga år
Charles Dickens föddes 1812 i Portsmouth i Hampshire, där fadern var bokhållare i hamnkontoret. När Charles var nio år gammal flyttade familjen till London. Hans far fick emellertid ekonomiska problem, varpå familjen blev utfattig och fadern hamnade i gäldstugan. Charles, som då var i 12-årsåldern, fick hjälpa till att tjäna pengar. Som barnarbetare i en skokrämsfabrik fick han arbeta 12 timmar om dygnet, men lönen var så liten att han knappt hade råd att äta sig mätt.
Hans skolgång blev det inte mycket av, men som tonåring lärde han sig att stenografera. Det fick han stor nytta av när han senare, 1834, blev journalist. Som journalist rapporterade han från parlamentsdebatter och reste runt i Storbritannien för att bevaka valkampanjer för tidningen Morning Chronicle. Hans journalistik, i form av skisser som publicerades i tidskrifter från 1833, kom att utgöra hans första textsamling Sketches by Boz, som publicerades 1836 och ledde till att hans första skönlitterära alster debutromanen Pickwickklubben, gavs ut som följetong i tjugo månatliga episoder från och med mars 1836. Han fortsatte dock att bidra till och redigera tidskrifter under en stor del av sin litterära karriär.

### Äktenskap och vidare författande
År 1836 gifte sig Charles Dickens med Catherine Hogarth och de fick tio barn varav ett dog då det var åtta månader. Samma år utsågs han till redaktör för Bentley's Miscellany. Han behöll denna post till 1839 då han blev osams med ägaren. Hans framgång som romanförfattare fortsatte samtidigt. Han skrev Oliver Twist (1837–1839), Nicholas Nickleby (1838–1839), sedan Den gamla antikvitetshandeln och Barnaby Rudge som del av serien Mäster Humphreys klocka (1840–1841). Alla dessa publicerades i månatliga avsnitt innan de gavs ut som böcker. 
Under 1842 reste han till USA med sin fru. Resan var framgångsrik trots hans stöd för slaveriets avskaffande. Han beskrev sin resa i den korta reseskildringen American Notes for General Circulation och den ligger också till grund för några av episoderna i Martin Chuzzlewit. Kort därefter började Dickens visa intresse för unitarisk kristendom, fastän han förblev anglikan, åtminstone till namnet, under resten av sitt liv. Dickens skrifter var fortsatt populära, särskilt En julsaga från 1843, den första av hans julböcker, som sägs ha skrivits på bara några veckor.
Efter att han kortvarigt hade bott utomlands, i Italien (1844) och Schweiz (1846), fortsatte Dickens sina framgångar med Dombey och son (1848), David Copperfield (1849–1850), Bleak House (1852–1853), Hårda tider (1854), Lilla Dorrit (1857), En berättelse om två städer (1859) och Lysande utsikter (1861). Dickens var också utgivare och redaktör för samt en stor bidragsgivare till tidskrifterna Household Words (1850–1859) och All the Year Round (1858–1870).

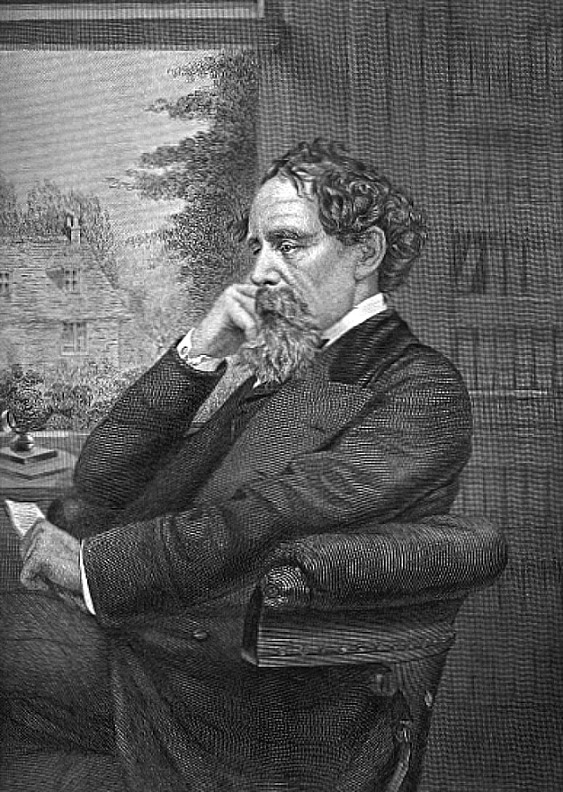
Charles ”Boz” Dickens.

År 1856 hade hans popularitet möjliggjort för honom att köpa Gad's Hill Place, ett stort hus i Higham, Kent som hade en särskild betydelse för Dickens eftersom han hade gått förbi det som barn och hade drömt om att bo i det. Området var också platsen för en del av händelserna i Shakespeares Henrik IV, del 1 och Dickens uppskattade detta litterära samband.
Då Dickens förberedde framförandena av The Frozen Deep, en pjäs som han hade skrivit i samarbete med sin protegé Wilkie Collins, 1857 anlitade han professionella skådespelerskor för att spela de kvinnliga rollerna. Med en av dessa, Ellen Ternan, inledde Dickens ett förhållande. Det är okänt hurdant detta förhållande var, då både Dickens och Ternan brände varandras brev, men det var klart centralt för Dickens personliga och yrkesmässiga liv. Efter hans död mottog hon ett årligt underhåll från honom som gjorde henne ekonomiskt oberoende.

### Senare år
När Dickens separerade från sin fru 1858 var skilsmässa nästan otänkbart, särskilt för någon så berömd som han. Han fortsatte därför att bekosta ett hus åt henne under de följande 20 åren fram till hennes död.
Den 9 juni 1865 var Dickens inblandad i en tågolycka då han återvände från Frankrike för att träffa Ellen Ternan. Dickens lyckades undvika att uppträda vid undersökningen om olyckan, eftersom det skulle ha blivit känt att han reste tillsammans med Ellen Ternan och hennes mor, vilket skulle ha orsakat skandal.
Trots att Dickens inte skadades i tågolyckan återhämtade han sig aldrig helt och hans vanligtvis produktiva skrivande begränsades kraftigt. En stor del av hans tid upptogs av offentliga läsningar ur sina mest populära romaner. Under en läsningsturné i England 1869–1870 blev han sjuk och den 9 juni 1870 dog han i sitt hem efter ett slaganfall. Han var då 58 år gammal och lämnade sin sista roman Mysteriet Edwin Drood ofullbordad.
Trots att hans egen önskan var att bli begravd i Rochester Cathedral begravdes Charles Dickens i Poets' Corner i Westminster Abbey i London.

## Litterär stil
Dickens stil är utsirad och poetisk, med ett starkt komiskt drag. Hans satirer över brittiskt aristokratiskt snobberi är ofta populära.

### Figurer
Personerna är bland de mest minnesvärda i engelsk litteratur, och deras namn är väl kända. Figurer som Ebenezer Scrooge, Fagin, Mrs Gamp, Charles Darnay, Oliver Twist, Uriah Heep, Micawber, Abel Magwitch, Pecksniff, Miss Havisham, Wackford Squeers och många andra är så välkända att andra författare har byggt vidare på deras historier.

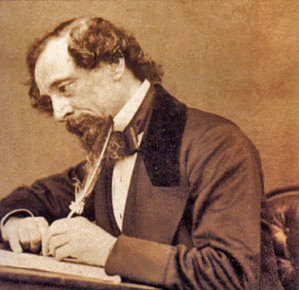
Charles Dickens använde sin fantasi, sitt sinne för humor och sina detaljerade minnen, särskilt från barndomen, för att liva upp sina verk.

### Episodiskt skrivande
De flesta av Dickens viktigaste romaner skrevs först i månatliga eller veckovisa avsnitt i tidskrifter som Master Humphrey's Clock och Household Words, och trycktes senare i bokform. Dessa följetonger gjorde historierna billiga och tillgängliga, och användandet av cliff-hangers gjorde att många läsare såg fram emot varje ny episod. Dickens lyckades införliva denna episodiska stil i vad som ändå blev sammanhängande romaner.
Dickens tog också intryck av sina läsares åsikter. Eftersom han inte skrev kapitlen särskilt långt innan de publicerades kunde han observera allmänhetens reaktion och förändra historien beroende på denna. Dessa berättelser blev redan under Dickens tid omåttligt populära och bidrog till ökad popularitet för de tidskrifter där hans novellavsnitt publicerades.

### Samhällskritik
Dickens romaner var bland annat samhällskritiska. Han var en skarp kritiker av fattigdomen och den sociala stratifieringen i det viktorianska samhället. Vid flera tillfällen uttalade han skarp kritik mot de sociala myndigheterna för den behandling som fattiga barn utsattes för. Han lyckades få igenom en del förändringar i London när det gällde barnhemmen.

## Betydelse

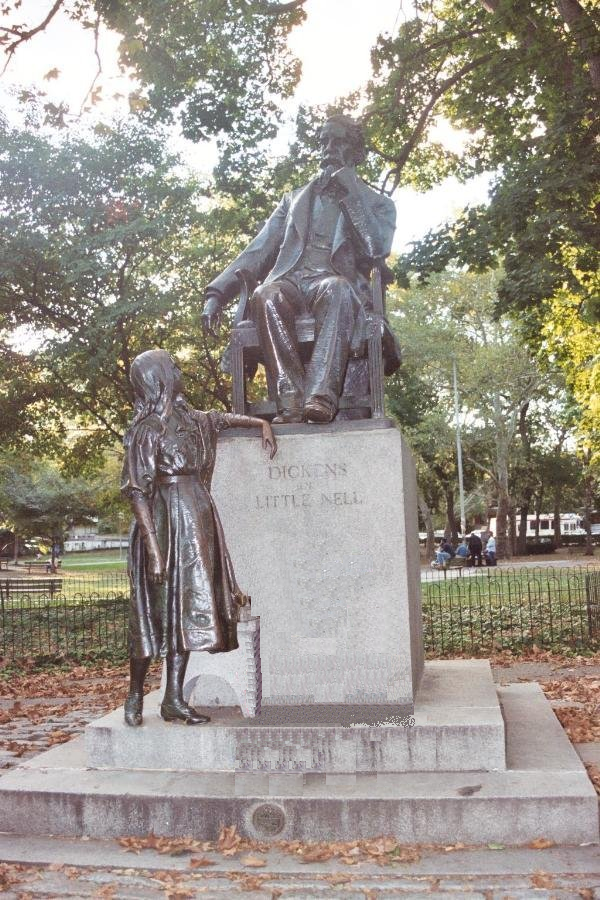
Dickensstaty i Philadelphia.

Nedslagskratern Dickens på planeten Merkurius och asteroiden 4370 Dickens är uppkallade efter honom.

### Museer och festivaler
- Charles Dickens Museum i London
- Charles Dickens' Birthplace Museum i Portsmouth
- Dickens House Museum i Broadstairs
- Dickens World i Chatham
- Charles Dickens Centre i Rochester, Kent
- Riverside Dickens Festival, Riverside, Kalifornien
- The Great Dickens Christmas Fair, San Francisco, Kalifornien
- Dickens on The beach, Galveston, Texas
- Oliver Twist's Home, i Liverpool

## Romaner och noveller (urval)
- American Notes
- Barnaby Rudge
- The Battle of Life
- A Child’s History of England
- Klockorna (The Chimes) (även Klockringningen, Nyårsaftonen)
- En julsaga (även En julsång på prosa, eller en spökhistoria i juletid, En julberättelse, Julaftonen, En julhistoria, En spökhistoria vid jul, Lofpris öfver julen)
- Syrsan vid spiseln (The Cricket on the Hearth)
- David Copperfield
- Dombey och son (Dombey and Son)
- Lysande utsikter (Great Expectations)
- Hårda tider (Hard Times)
- Den besatte och spökhandeln (The Haunted Man and the Ghost’s Bargain)
- Hunted Down
- The Lamplighter
- The Lazy Tour of Two Idle Apprentices
- Martin Chuzzlewit, hans liv och äventyr (The Life and Adventures of Martin Chuzzlewit)
- Nicholas Nickleby (The Life and Adventures of Nicholas Nickleby)
- Lilla Dorrit (Little Dorrit)
- Mäster Humphreys klocka (Master Humphrey’s Clock)
- Mudfog and Other Sketches
- Mysteriet Edwin Drood (The Mystery of Edwin Drood)
- No Throughfare
- Den gamla antikvitetshandeln (The Old Curiosity Shop)
- Oliver Twist
- Vår gemensamme vän (Our Mutual Friend)
- Pickwickklubben (The Pickwick Papers)
- Pictures from Italy
- Reprinted Pieces
- Sketches by Boz
- Sketches of Young Couples
- Sketches of Young Gentlemen
- Speeches, Literary and Social
- Sunday Under Three Heads
- En berättelse om två städer (A Tale of Two Cities)
- To Be Read at Dusk
- The Uncommercial Traveller

### Romaner
(Förkortade och bearbetade översättningar ej medtagna nedan)
- The Pickwick Papers (1836)
  - Pickwickklubbens efterlämnade papper (översättning Carl Johan Backman, Hæggström, 1871)
  - Pickwickklubben (översättning Erik Björkbro, Skandinavia, 1925)
  - Pickwickklubbens efterlämnade papper (översättning August och Célie Brunius, Bonnier, 1927)
  - Pickwickklubbens efterlämnade papper (översättning John Torkelson, Världslitteraturen förlag, 1929)
  - Pickwickklubbens efterlämnade papper (översättning K.E. Peters, Norden, 1941)
  - Pickwick-klubbens efterlämnade papper (översättning Nils Holmberg och Alf Henrikson, Bonnier, 1950)
  - Pickwick-klubben (översättning Lars Gustav Hellström, Niloé, 1961)
  - Pickwick-klubben (översättning K.E. Peters, reviderad av Eva Mazetti-Nissen, Lindblad, 1971)
- Oliver Twist (1837–1839)
  - Oliver Twist eller ett fattighusbarns ungdomshändelser (översättning -hum [dvs. Edvard Bergström], 1844)
  - Oliver Twist (2 uppl. omarbetad av C.J. Backman, Hierta, 1872)
  - Oliver Twist: samhällsroman (översättning Ernst Lundquist, Ljus, 1898)
  - Oliver Twists levnadsöden (översättning J. Granlund, Adolf Johnson, 1908)
  - Oliver Twist (översättning Erik Björkbro, Skandinavia, 1924)
  - Oliver Twist (översättning Einar Ekstrand, B. Wahlström, 1929)
  - Oliver Twist (översättning Inga Broomé, Norden, 1941)
  - Oliver Twist (översättning Margareta Ångström, Bonnier, 1951)
  - Oliver Twist (översättning J. Gunnarsson, Niloé, 1970)
- Nicholas Nickleby (1838–1839)
  - Nicholas Nickleby’s lefnad och äfventyr (översättning Wendela Hebbe och G.W. Bergström, Hjerta, 1842)
  - Nicholas Nicklebys lif och äfventyr (översättning C.J. Backman, Hæggström, 1873–1874)
  - Nicholas Nicklebys liv och äventyr (Bonnier, 1928)
  - Nicholas Nickleby (översättning Margareta Ångström, Bonnier, 1958)
- The Old Curiosity Shop (1840–1841)
  - Den gamla antikvitetshandeln (förkortad översättning C.J. Backman, Nordiska förlaget, 1913)
  - Den gamla antikvitetshandeln (översättning Erik Björkbro, Skandinavia, 1925)
  - Den gamla antikvitetshandeln (översättning C. J. Backman, Bonnier, 1928)
- Barnaby Rudge (1841)
  - Barnaby Rudge (översättning Wendela Hebbe, Hierta, 1845)
  - Barnaby Rudge (översättning Edvin Möller, Skandinavia, 1927–1928)
- The Christmas books:
  - A Christmas Carol (1843)
    - Jul-aftonen: en berättelse om andar och syner för ungdom och äldre (1844)
    - En julhistoria (översättning Ernst Lundquist, Seligmann, 1898)
    - En julberättelse och Syrsan vid härden (översättning Hugo Gyllander, Fröléen, 1907)
    - En julhistoria och Klockorna (Wahlström & Widstrand, 1908)
    - En julsång på prosa (översättning August Brunius, Svenska andelsförlaget, 1918)
    - Julberättelser (översättning Nils Holmberg, Forum, 1953)
    - En julsaga (översättning Eva Håkanson, Natur och kultur, 1964)
    - En julsaga (översättning Bengt Samuelson, Bakhåll, 2016)

  - The Chimes (1844)
    - Klockringningen: en spökhistoria om några kyrkklockor, som ringde det gamla året ut och det nya året in (Hjerta, 1845)

  - The Cricket on the Hearth (1845)
    - Syrsan vid spiseln (översättning Thekla Knös, Bagge, 1847)

  - The Battle of Life (1846)
    - Lifvets strid: en kärlekshistoria (Albert Bonnier, 1847)
    - Lifvets strid (översättning Karin Jensen, Svithiod, 1909)
    - Lifvets strider: en kärlekshistoria (öfvers. af M. Drangel, Weijmer, 1910)
    - Livets strid (översättning Ernst Grafström, 1915)
- Martin Chuzzlewit (1843–1844)
  - Martin Chuzzlewits, hans slägtingars, vänners och fienders lif och lefnadsöden (översättning C.J. Backman, 1871–1872)
  - Martin Chuzzlewit: hans liv och äventyr (översättning Margareta von Essen, Fahlcrantz & Gumælius, 1948)
- Dombey and Son (1846–1848)
  - Dombey och son (översättning E.R. Henschen & C.J. Backman, Upsala, 1855)
  - Dombey & Son (översättning Edvin Möller, Skandinavia, 1927)
- David Copperfield (1849–1850)
  - David Copperfield den yngres lefnadshistoria och erfarenhet af lifvet (översättning C.J. Backman, Hæggström, 1872)
  - David Copperfield den yngre från Blunderstone Rookery, hans lefnad, äfventyr, hågkomster och iakttagelser (översättning Gustaf Thomée, 1872)
  - David Copperfield: hans äfventyr, erfarenheter och iakttagelser (översättning Hugo Gumaelius, Svithiod, 1901)
  - David Copperfield (översättning Hanny Flygare, Björck & Börjesson, 1908)
  - David Copperfield (översättning Erik Björkbro, Skandinavia, 1924)
  - David Copperfield (översättning Lily Ålund, Norden, 1941)
  - David Copperfield den yngres levnadshistoria och öden (översättning Nils Holmberg, Bonnier, 1952)
  - David Copperfield (översättning Maj Frisch, Rabén & Sjögren, 1965)
  - David Copperfield (översättning Lars Hermanson, Lindqvist, 1969)
  - David Copperfield (översättning Hans-Jacob Nilsson, Studentlitteratur, 1994)
- Bleak House (1852–1853)
  - Bleak House (Hæggström, 1877–1878)
  - Bleak House (översättning Edvin Möller, Skandinavia, 1926)
  - Bleak House (översättning Lily Ålund, Norden, 1942)
- Hard Times (1854)
  - Hårda tider (översättning C. Ludv. Törnberg, Svea, 1881)
  - Hårda tider (översättning Edvin Möller, Skandinavia, 1925)

- Little Dorrit (1855–1857)

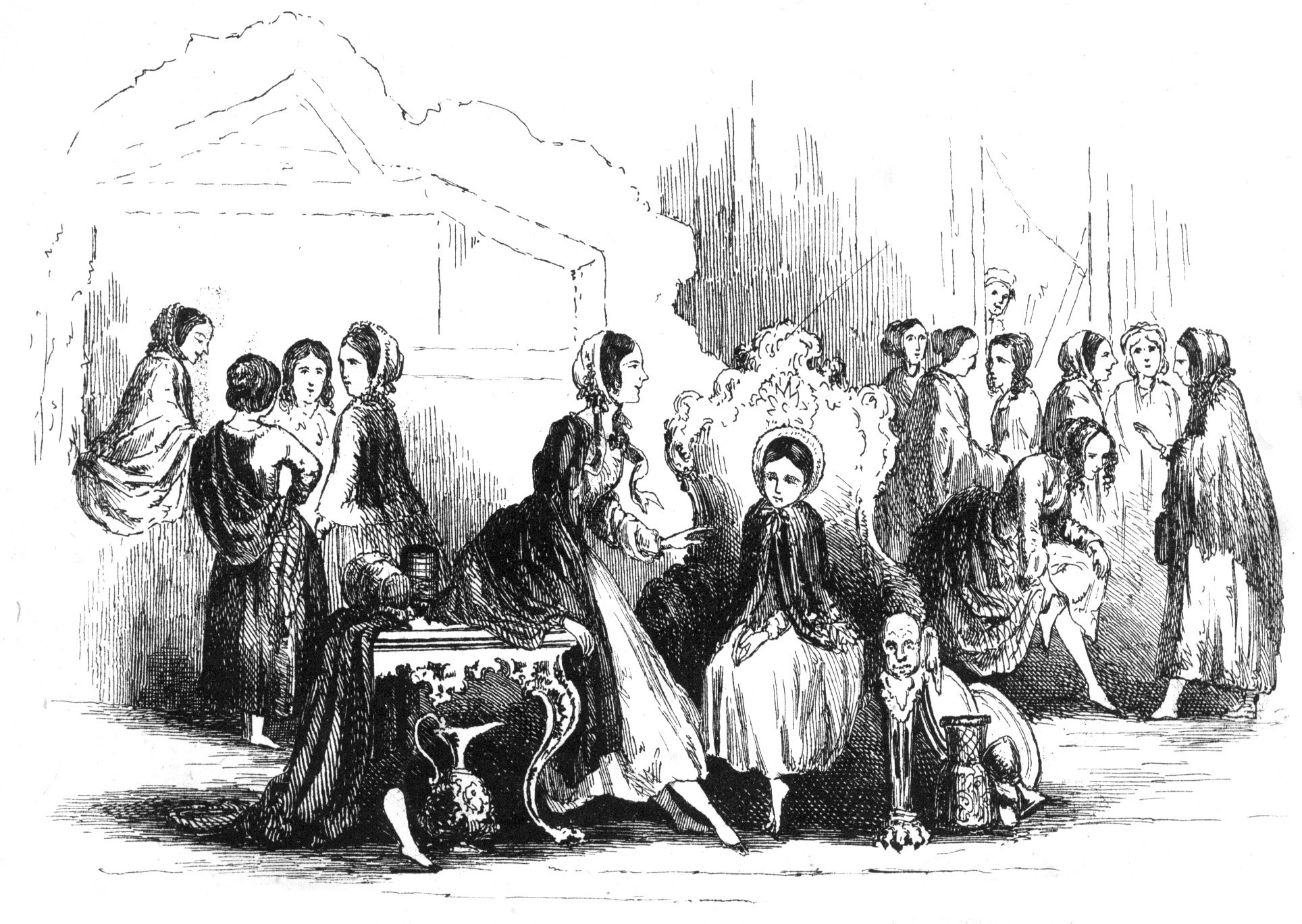
Miss Dorrit and Little Dorrit. Ur Liten Dorrit. Illustration utförd av Hablot Knight Browne (Phiz).

  - Lilla Dorrit (översättning C.J. Backman, Leffler, 1857–1858)
  - Liten Dorrit (översättning La Straniera, A. Köster, 1856–1857)
  - Lilla Dorrit (Beijer, 1892)
  - Lilla Dorrit (översättning Edvin Möller, Skandinavia, 1924–1925)
  - Lilla Dorrit (översättning Inga Broomé, Norden, 1942)

- A Tale of Two Cities (1859)

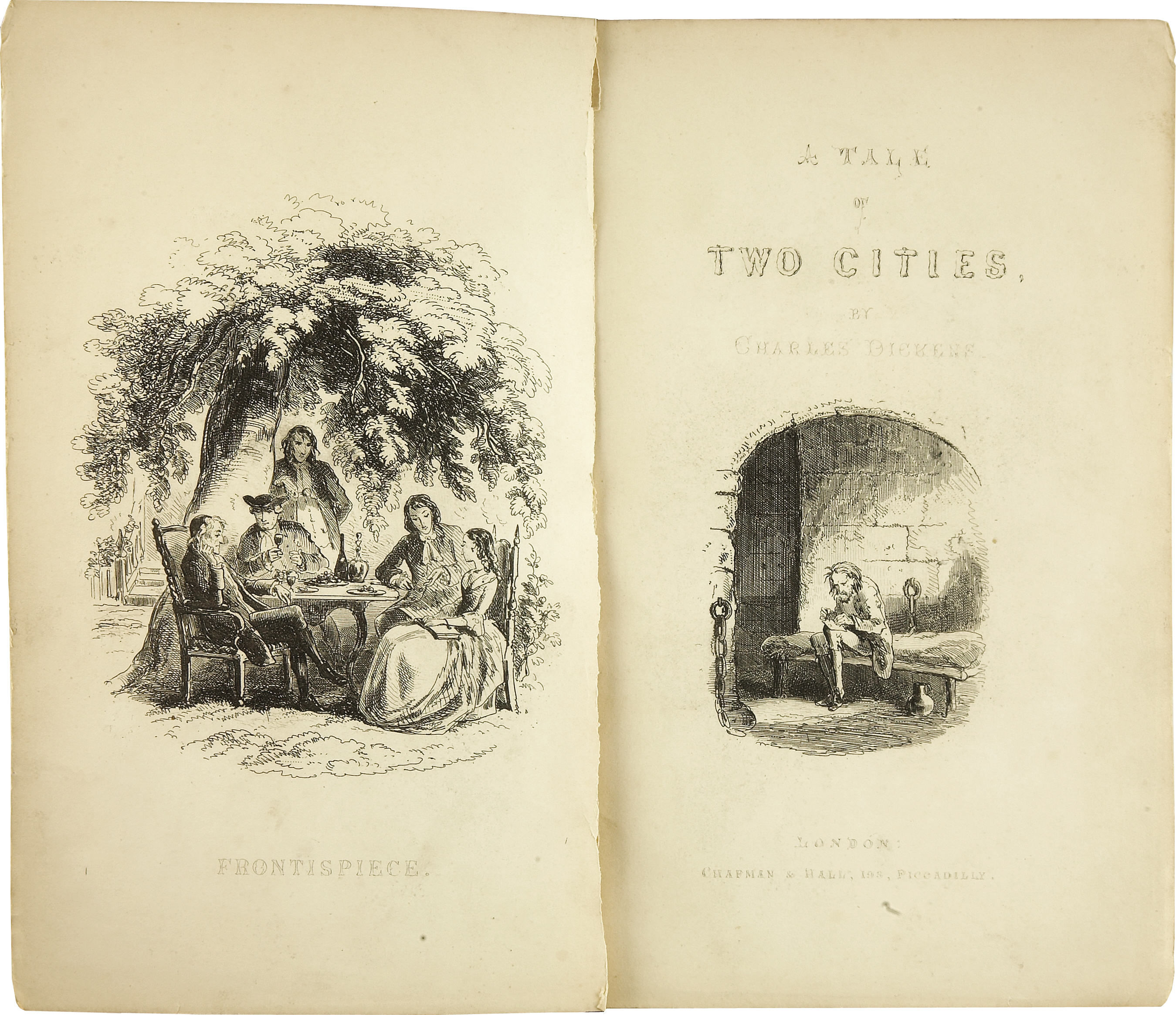
A Tale of Two Cities. Illustrationer av Hablot Knight Browne (1859).

  - En berättelse om två städer (Hæggström, 1890)
  - Två städer (översättning Ernst Lundquist, Ljus, 1900)
  - Två städer (översättning Erik Björkbro, Skandinavia, 1925)
  - Två städer (översättning Lily Ålund, Norden, 1942)
  - En berättelse om två städer (översättning Arnold Åkesson, Ocean, 1945)
  - Två städer (översättning Margareta Ångström, Lindqvist, 1962)
  - Två städer (översättning Kjell Eurén, Niloé, 1972)
- Great Expectations (1860–1861)
  - Lysande utsigter: Pip Pirrips märkvärdiga lefnadsöden (1861)
  - Lysande utsigter (översättning M. B-é, Hæggström, 1885)
  - Lysande förhoppningar (översättning Th. Wallbeck-Hallgren, Nordiska förlaget, 1914)
  - Lysande utsikter eller Pip Pirrips märkvärdiga levnadsöden (översättning Tom Wilson, Björck & Börjesson, 1922)
  - Lysande förhoppningar (översättning Erik Björkbro, Skandinavia, 1925)
  - Lysande utsikter (översättning Margareta Ångström, Bonnier, 1950)
- Our Mutual Friend (1864–1865)
  - Vår gemensamma vän (översättning Gustaf Thomée, Albert Bonnier, 1864–1865)
  - Vår gemensamme vän (översättning Erik Björkbro, Skandinavia, 1926)
- The Mystery of Edwin Drood (1870, ej färdigställd)
  - Mysteriet Edwin Drood (översättning Majken Johansson, Natur och kultur, 1957)

### Andra utvalda böcker
- Sketches by Boz (1836)
- American Notes (1842)
- Pictures from Italy (1846)
- The Life of Our Lord (1846, publicerad 1934)
  - Jesu liv berättat för mina barn (översättning Iris Cederblad, 1934)
- A Child’s History of England (1851–1853)
  - Englands historia, berättad för ungdom (1858)

### Noveller
- "Captain Murderer"
- "The Child’s Story"
- The Christmas stories:
  - "The Haunted Man and the Ghost’s Bargain" (1848)
    - Den besatte och spökhandeln: en fantasi för jultiden (1849)

  - "A Christmas Tree"
  - "The Poor Relation’s Story"
  - "The Child’s Story"
  - "The Schoolboy’s Story"
  - "Nobody’s Stories"
  - "The Seven Poor Travellers"
  - "What Christmas Is As We Grow Older"
- "Doctor Marigold"
- "George Silverman’s Explanation"
- "Going into Society"
- "The Haunted House"
- "Holiday Romance"
- "The Holly-Tree"
- "Hunted Down"
- "The Lamplighter"
- "A Message from the Sea"
- "Mrs Lirriper’s Legacy"
- "Mrs Lirriper’s Lodgings"
- "Mugby Junction"
- "Perils of Certain English Prisoners"
- "The Signal-Man"
- "Somebody’s Luggage"
- "Sunday Under Three Heads"
- "Tom Tiddler’s Ground"
- "The Trial for Murder"
- "Wreck of the Golden Mary"

### Essäer
- In Memoriam W. M. Thackeray

### Artiklar
- "A Coal Miner's Evidence"
- Vardagsord = (Household words)  : en veckotidning, publicerad varje onsdag från mars 1850 till maj 1859, till ett pris av två penny. Stockholm: Leopard. 2011. Libris 12159066. ISBN 978-91-7343-227-6 - Artiklar i urval av Jan Myrdal.